# Escudo de Uruguay

Escudo histórico utilizado entre 1829 y 1906

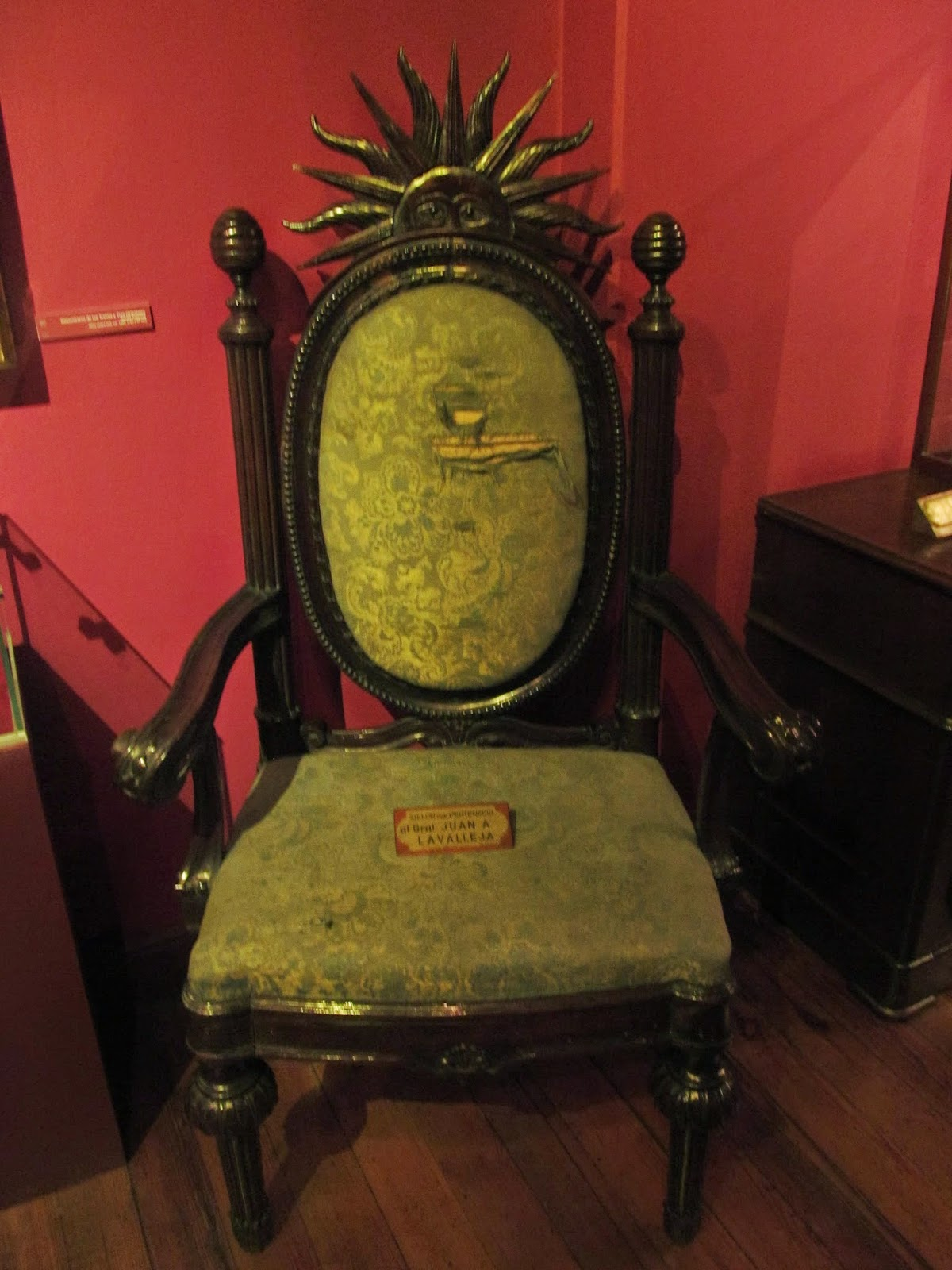
Silla perteneciente a Juan Antonio Lavalleja la cual sirvió de modelo para el Sol de Mayo que corona al escudo.

El Escudo de Armas del Estado o simplemente Escudo Nacional del Uruguay es uno de los símbolos nacionales del país. Fue aprobado por las leyes del 19 de marzo de 1829 y del 12 de julio de 1906 y el decreto del 26 de octubre de 1908. De acuerdo con este último decreto se dispuso modelo oficial de Escudo Nacional el presentado por el señor Miguel Copetti.

## Descripción legal
El Escudo del Estado se deberá construir y representar siempre en la forma siguiente:
1. Un óvalo dividido en cuatro cuarteles y coronado por un sol.
2. Una balanza como símbolo de la igualdad y la justicia, colocada sobre esmalte azul en el cuartel superior de la izquierda.
3. En el cuartel superior de la derecha el Cerro de Montevideo, como símbolo de fuerza, en campo de plata.
4. En el cuartel inferior de la izquierda un caballo suelto como símbolo de libertad en campo de plata.
5. En el cuartel inferior de la derecha, sobre esmalte azul, un buey, como símbolo de abundancia.
6. Dicho óvalo será orlado por dos ramas, una de olivo y otra de laurel unidas en la base por un lazo, azul celeste.

EL OVALO: Será construido con cuatro arcos y cuatro centros. Se dividirá en cuatro cuarteles, tomándose como eje la parte longitudinal y transversal, y alternándose diagonalmente con dos colores o fondos: el azul esmalte y el plata (metal) quedando del primero los dos cuarteles, el superior de la derecha y el inferior de la izquierda; y el segundo, el superior de la izquierda y el inferior de la derecha. (Se considera parte derecha del óvalo la izquierda del observador).
EL SOL: que corona el óvalo se configurará con sus tres cuartas partes visibles, dibujándose el disco con una cara, debiéndose ver los ojos y la nariz solamente; de dicho disco saldrán siete rayos en forma de punta de lanza; de entre éstos saldrán otros seis rayos dibujados en forma tal que parezcan llamas de fuego; el disco y los rayos referidos se harán con oro bruñido o pulido.
LA BALANZA: Se configurará de un tipo romano antiguo y se pintará con oro bruñido.
EL CERRO DE MONTEVIDEO: Se pintará imitándolo del natural, como así también la fortaleza que lo corona, tratando de configurar a esta con las proporciones que se observan en los tipos modelo o en el patrón oficial; al pie del Cerro, el agua se configurará heráldicamente, es decir, por medio de cinco franjas azules y onduladas, alternadas entre sí por el fondo de plata.
EL CABALLO: Se pintará de negro y en actitud de movimiento, indicando estar suelto y libre.
EL BUEY: Se pintará de oro, con sus contornos y sombras naturales. Estos dos símbolos (caballo y buey) no deberán tener piso, como si fuera su apoyo.
Las ramas del laurel y olivo orlarán al óvalo colocándose la primera en la parte izquierda y la segunda en la derecha; se tratará de imitar en lo posible dichas ramas y hojas a las naturales.
LAS INSCRIPCIONES: Que deba llevar el escudo se pintarán siempre de oro o imitación de éste, quedándose prohibido usar otro color.
Decreto del 26 de octubre de 1908.

## Modificación
De acuerdo modificación indicada por el Poder Ejecutivo en 1908 se suprimieron los trofeos militares y de marina que ornamentaban al escudo, quedando orlado por dos ramas, una de olivo y otra de laurel unidos en la base por un lazo azul celeste.

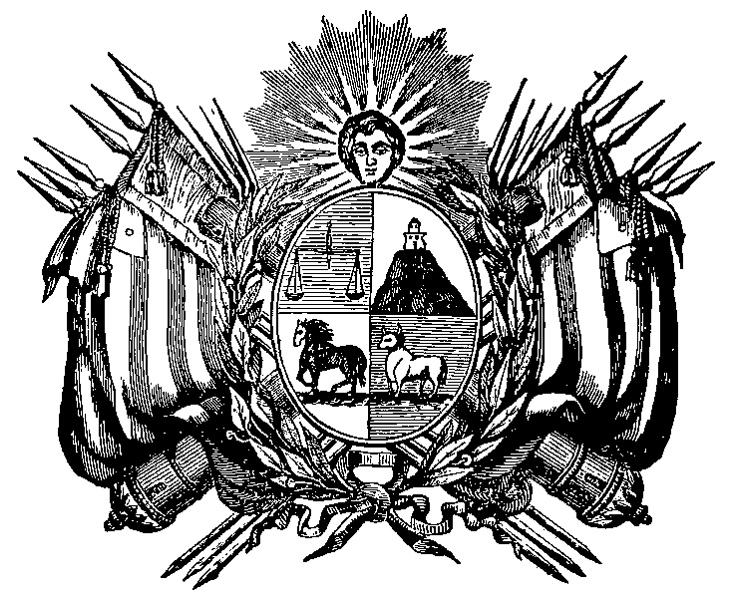
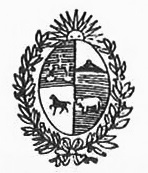

## Escudos históricos

Escudo de la Provincia Oriental (1813-1817)
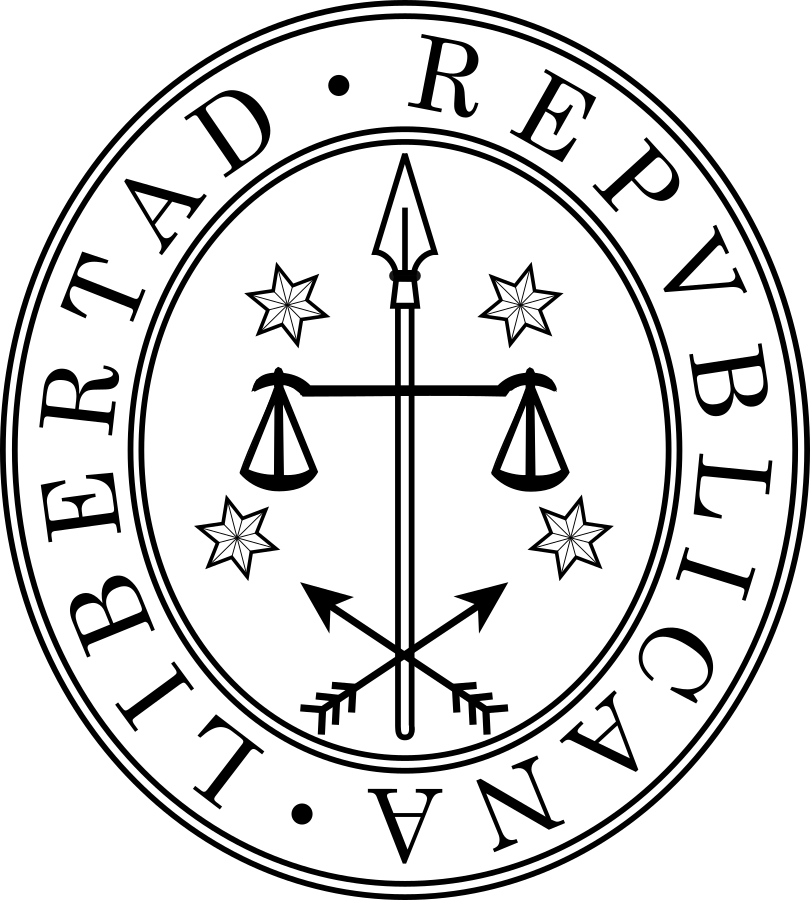
Sello de Armas de la Provincia Oriental (1817)
Estado Oriental del Uruguay (1829-1906)

## Escudos departamentales

Escudo de Artigas
Escudo de Canelones
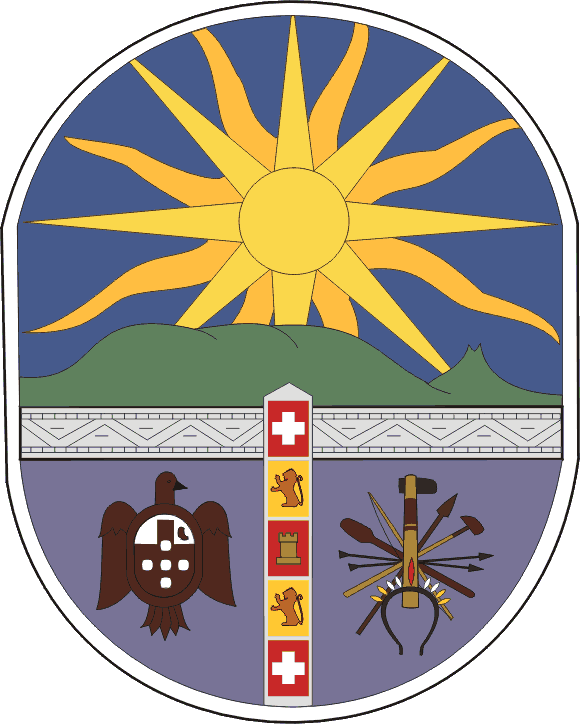
Escudo de Cerro Largo
Escudo de Colonia
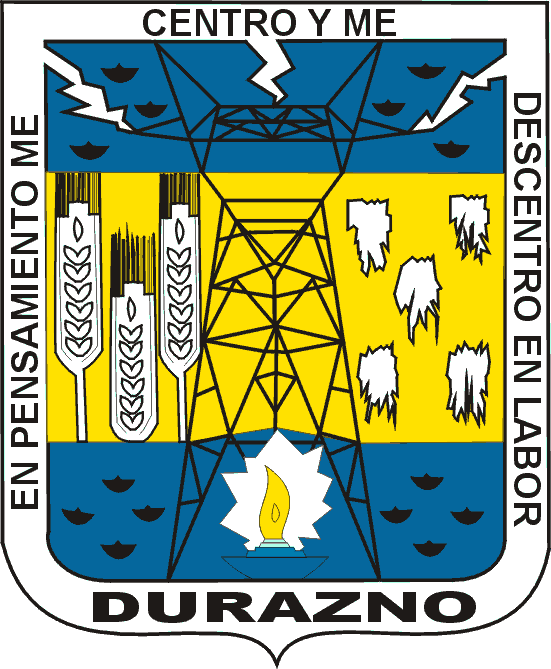
Escudo de Durazno
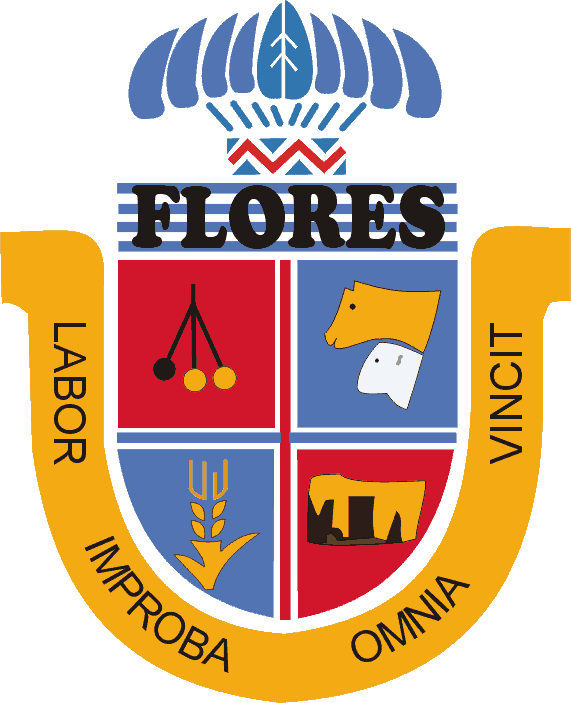
Escudo de Flores
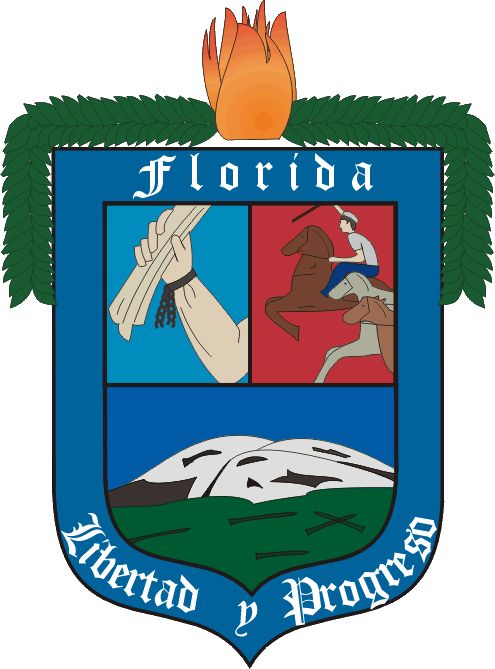
Escudo de Florida
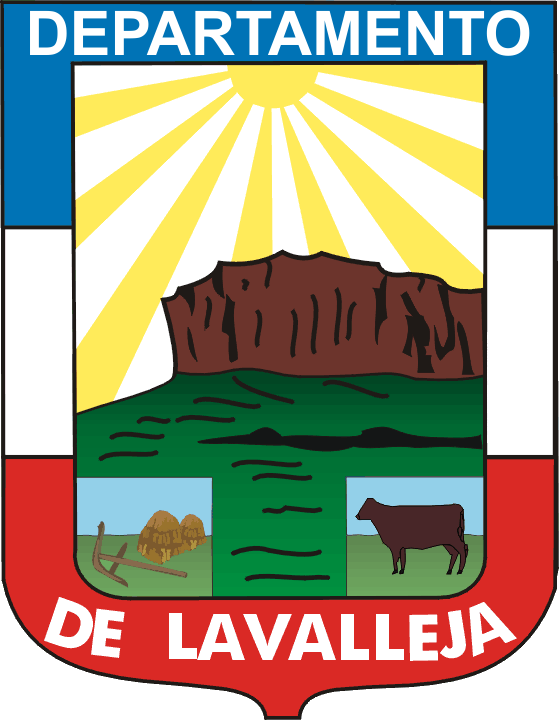
Escudo de Lavalleja
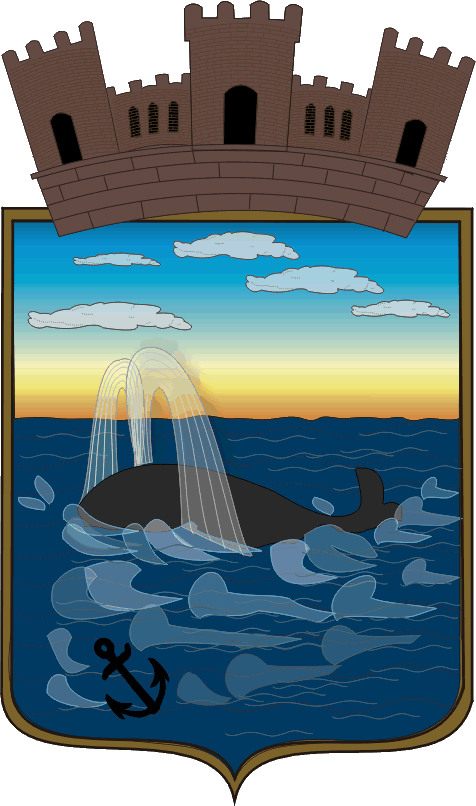
Escudo de Maldonado
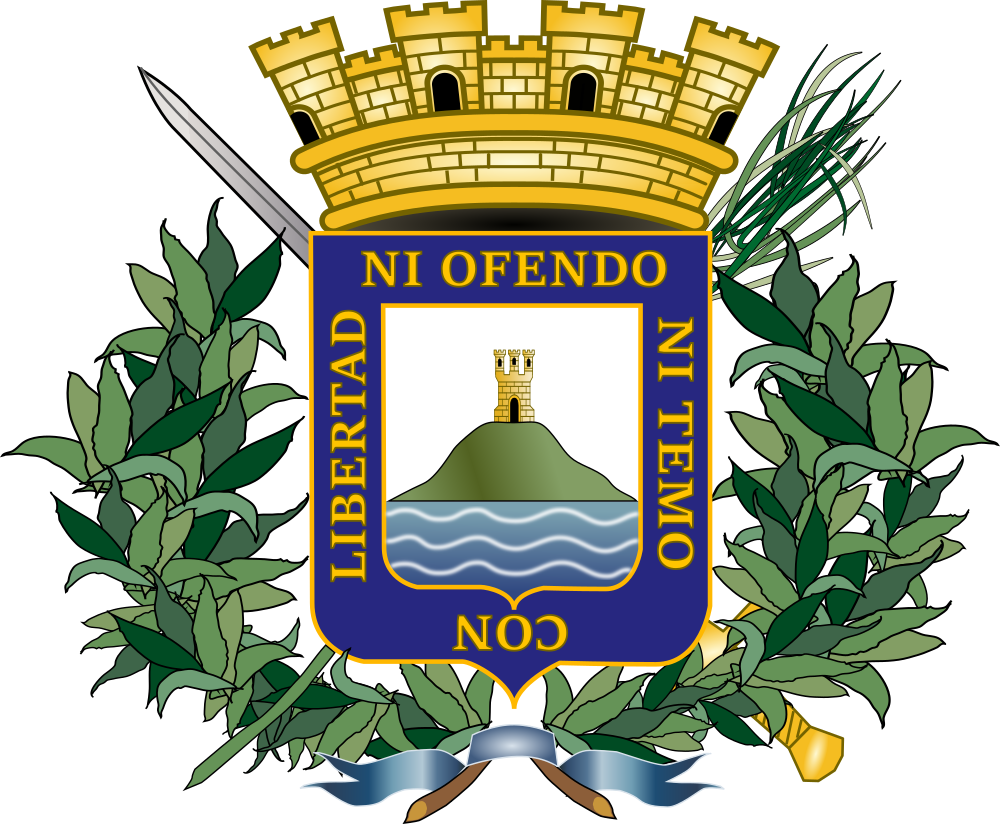
Escudo de Montevideo
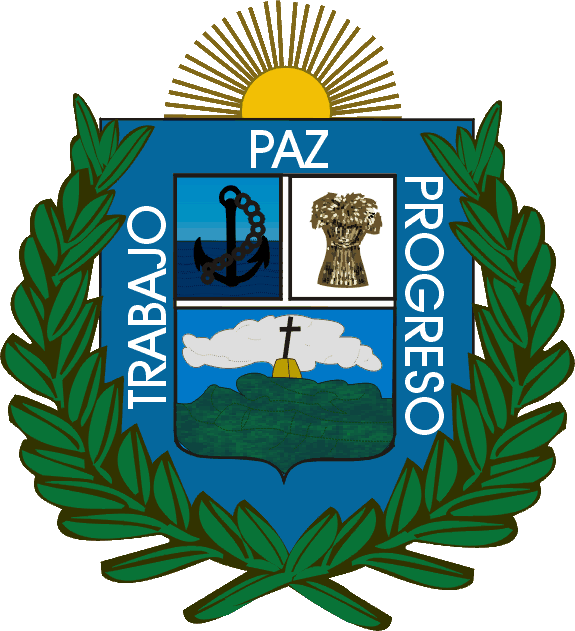
Escudo de Paysandú
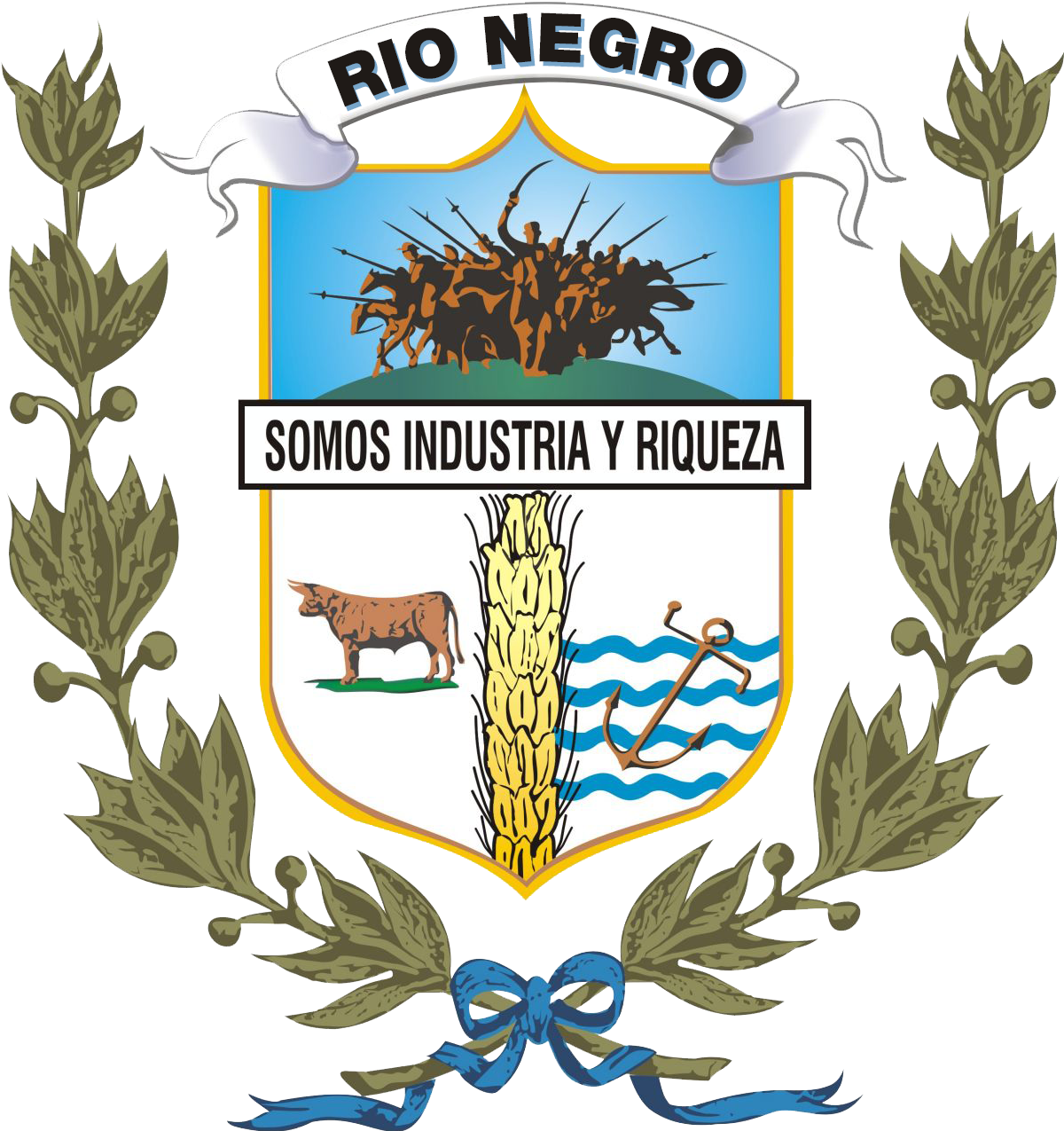
Escudo de Río Negro
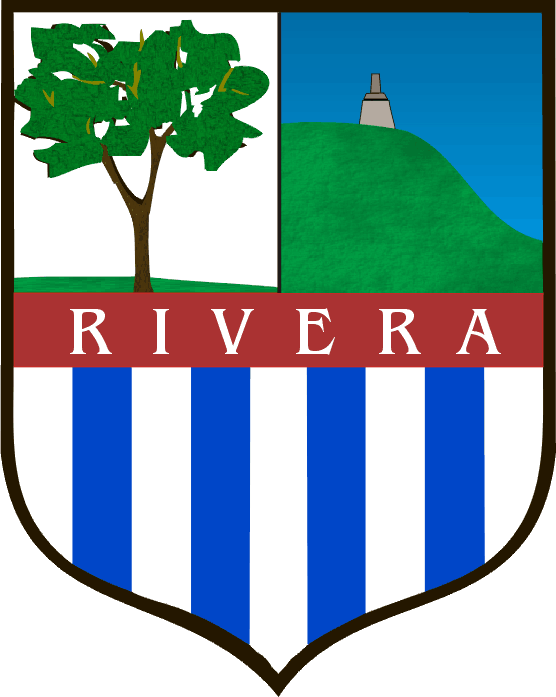
Escudo de Rivera
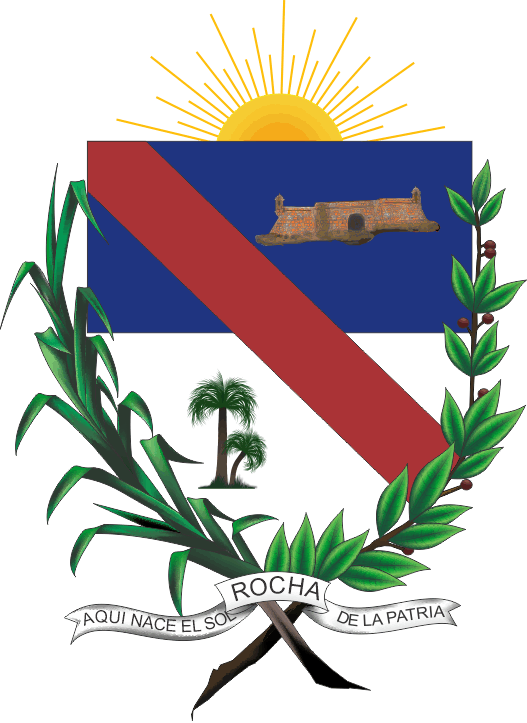
Escudo de Rocha
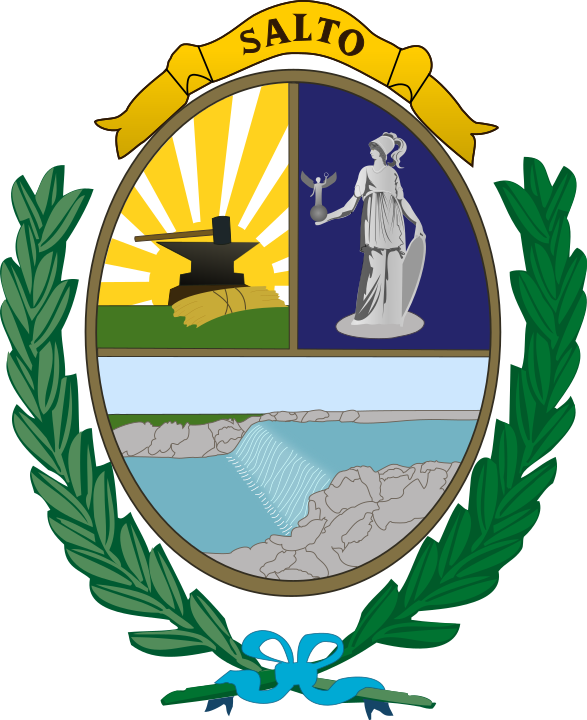
Escudo de Salto
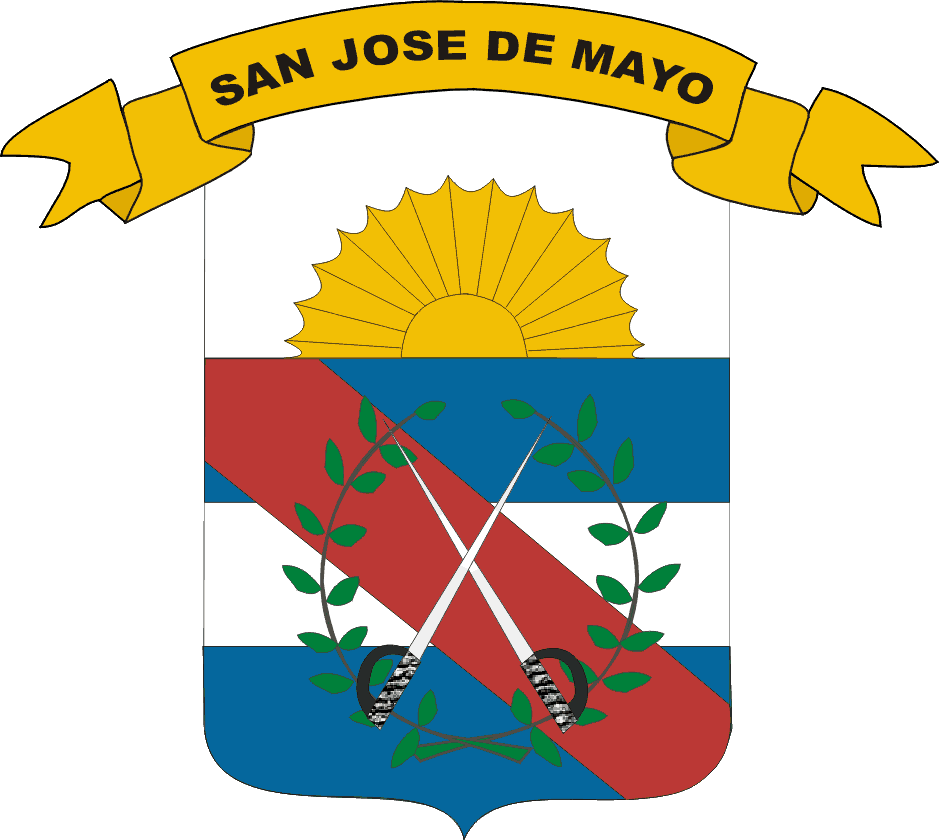
Escudo de San José
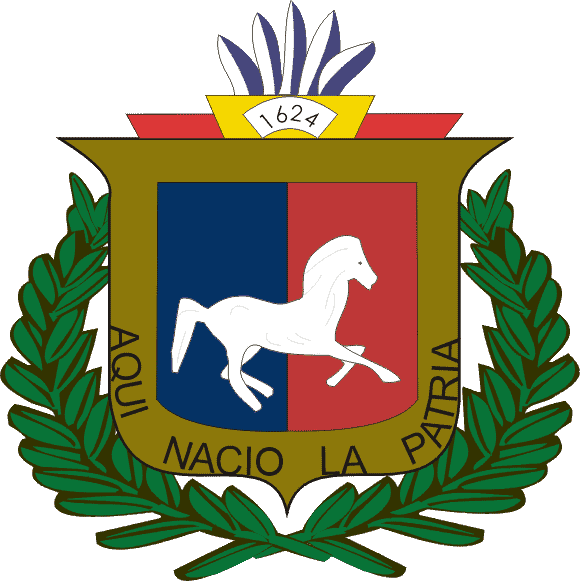
Escudo de Soriano
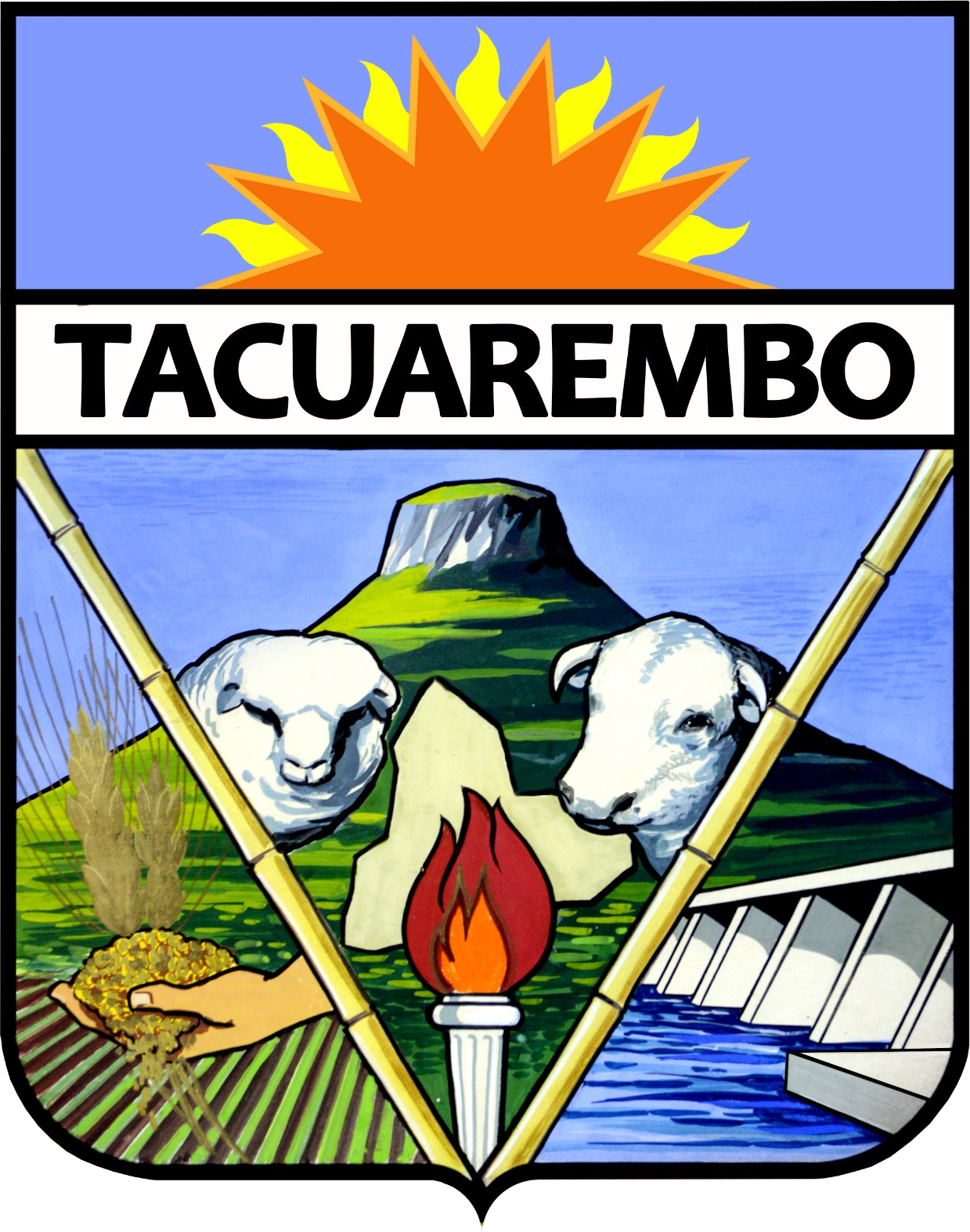
Escudo de Tacuarembó
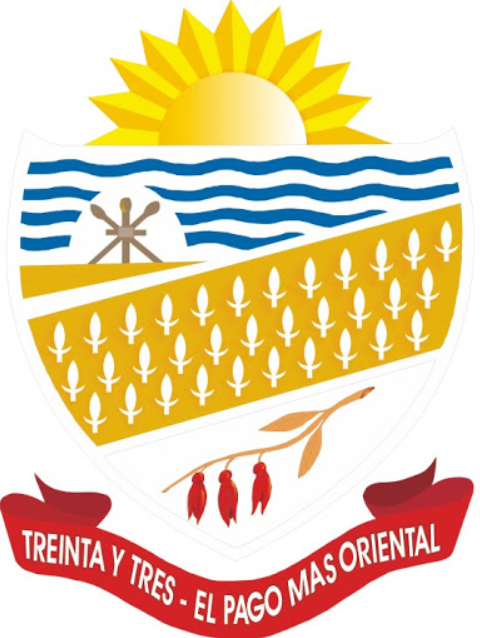
Escudo de Treinta y Tres

## Otras propuestas para el Escudo de Armas
Una de las primeras menciones de un escudo que representara a la novel república se encuentra en una de las propuestas para primera constitución del futuro Estado Oriental del Uruguay, allí se manejó la siguiente disposición redactada en 1828 por Manuel Errázquin con respecto al emblema nacional:

"Las Armas del estado serán un escudo orlado de laureles con un sol Arriba; en el centro, en la parte superior una espada sobre cuya punta descansará una balanza y en el fiel de esta un gorro encarnado, y en la parte inferior un caballo paciendo en una llanura"

El Museo Histórico Nacional alberga otro proyecto de escudo nacional propuesto por Ramón Massini, aunque este nunca llegó a consideración de la Asamblea General. Se encuentra descrito como:

"óvalo dividido en cuatro cuarteles y en el centro, un segundo óvalo con dos cuarteles. En el cuartel superior izquierdo, sobre campo azul de prusia, una bandera formada por dos franjas blancas y una roja colocada en el centro, diagonalmente: en el de la derecha, sobre campo bermellón, la cifra 33. en blanco, en el cuartel inferior izquierdo, una bandera formada por dos franjas azules y una blanca, en el centro, en la cual hay un sol rojo; en el de la derecha, sobre campo verde mar, dos alfanjes cruzados. En el óvalo central, en el cuartel superior, una torre, en campo azul cobalto; en el inferior, un cerro"

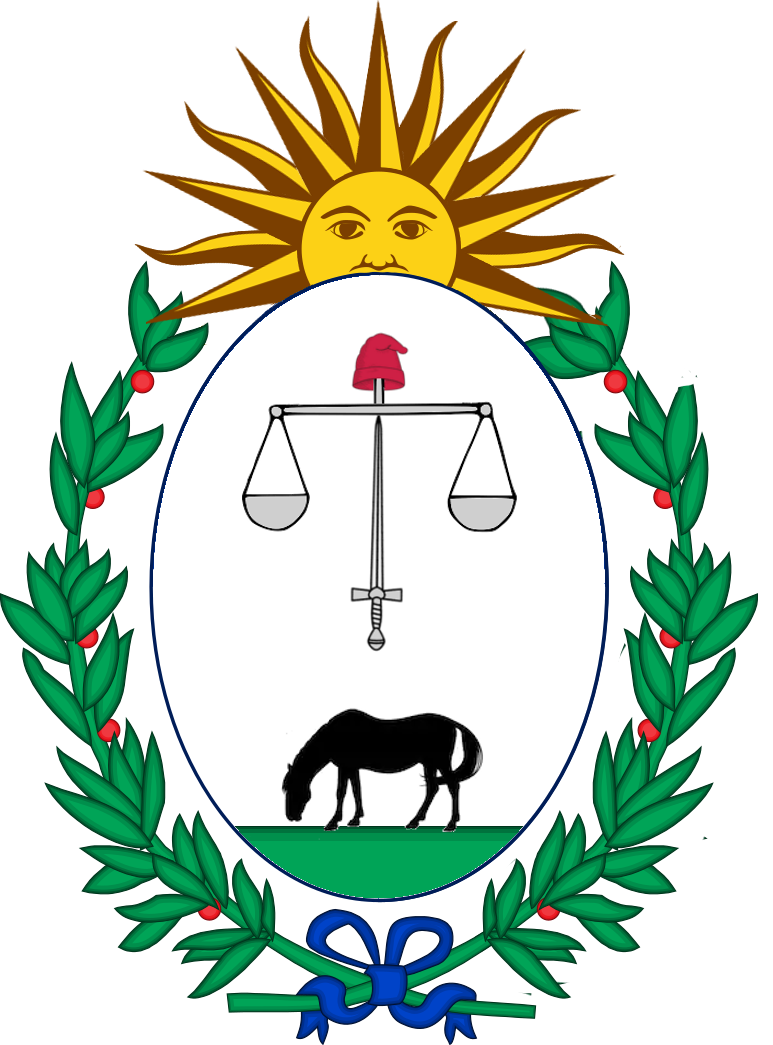
Primer escudo propuesto en 1828
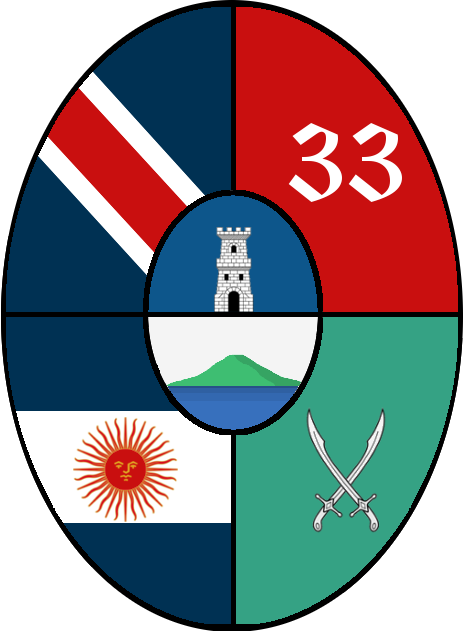
Escudo diseñado por Massini